# Rusafa (Baghdad)
Ruṣāfa (in arabo الرصافة‎?, al-Ruṣāfa) è uno dei nove distretti amministrativi di Baghdad. Ruṣāfa è anche l'area centrale di Baghdad particolarmente vocata al commercio: un centro di mercati frequentati dai residenti sciiti e da operai.
Ruṣāfa è il nome tradizionale della sponda orientale del fiume Tigri che scorre attraverso Baghdad, mentre il Karkh (nome del quartiere della Baghdad califfale) è il nome dato alla sponda occidentale.